# عز الدين مسعود الأول
 عز الدين مسعود بن قطب الدين مودود بن عماد الدين زنكي (توفي عام 1193 م) أحد الأمراء الزنكيون الذين تولوا إمارة الموصل.
كان أخًا للأمير سيف الدين غازي وقائدًا لجيوشه، وبعد وفاة أخيه عام 1180 أصبح حاكمًا للموصل. وعندما توفي الصالح إسماعيل عام 1181، أوصى بملكه لعز الدين مسعود، الذي هرع إلى حلب خوفًا من أن يغزوها صلاح الدين الأيوبي، وعندما وصل للمدينة تزوج من أم الصالح إسماعيل. وفي عام 1182، لما وجد أنه من الصعب عليه أن يحتفظ بحلب والموصل تحت حكمه، اتفق مع شقيقه عماد الدين زنكي الثاني بن قطب الدين مودود حاكم سنجار على أن يبادله سنجار بحلب. وفي عام 1193 م/589 هـ، عاد إلى الموصل حيث كان مرض ومات، وخلفه ابنه نور الدين أرسلان شاه.